# 马特·德哈特
马特·德哈特（Matt DeHart，1984年6月11日—），是美国公民及前美国空军国民警卫队的情报分析师，因参与匿名者组织和維基解密而闻名，并声称已收到美国中央情报局（CIA）严重失职的机密文件。
他因涉嫌在2010年拥有未成年男孩的不雅照片而被起诉，但声称这是为了惩罚他的在线活动而做出的诡计。裁決該案的法官認為這種說法是可信的。然而，他在無法獲得證據的指控下，被監禁了21個月。2012年被保釋後，他聲稱他因機密文件受到了FBI的折磨，在加拿大尋求庇護未獲同意。2015年11月，他達成認罪協議，服刑7年半。
他的支持者——前吹哨人潔絲琳·拉達克和德哈特本人聲稱這些指控是FBI的一個詭計，目的是在他發布的信息上詆毀他。